# Rabbinatsmuseum Braunsbach

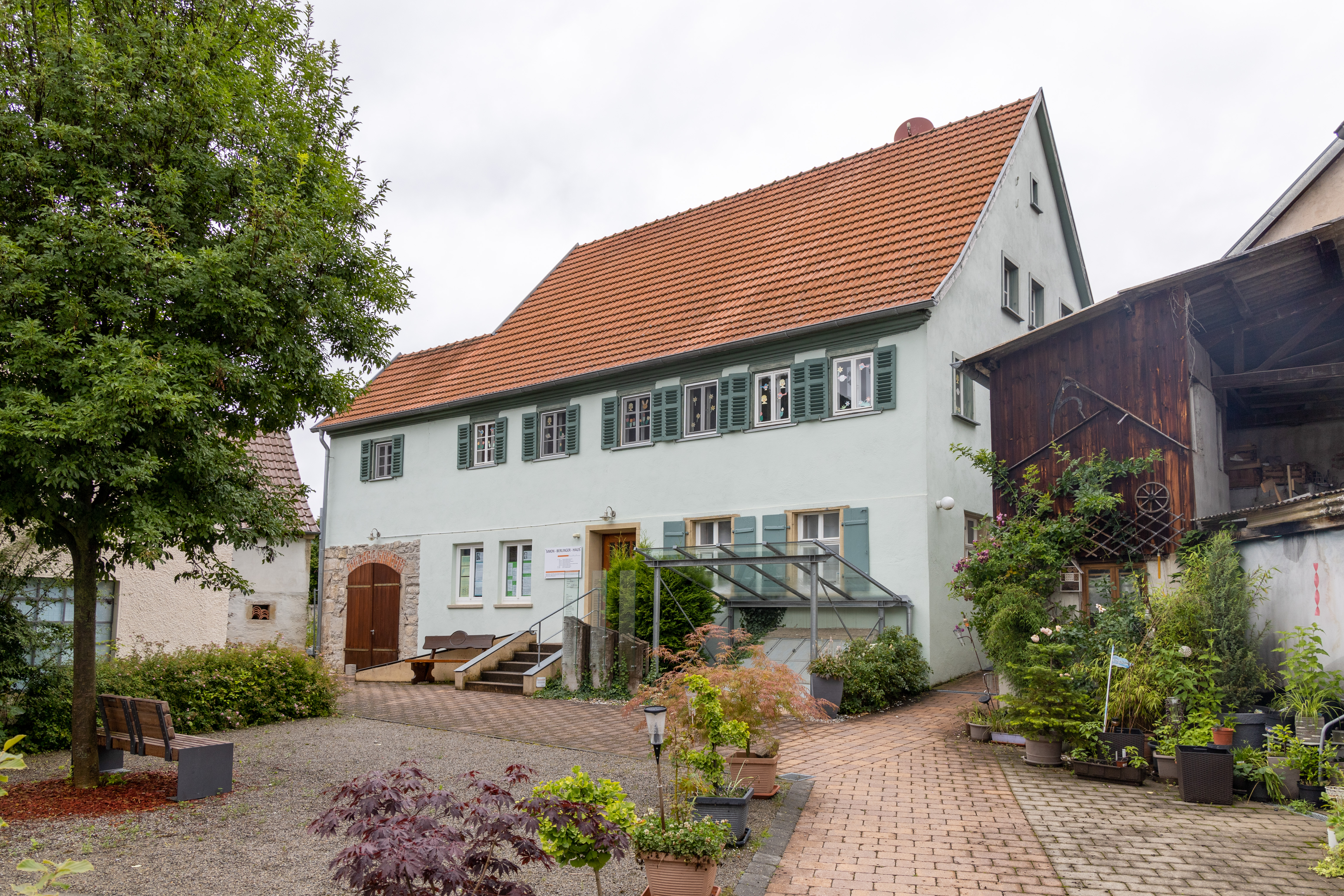
Das Rabbinatsmuseum in Braunsbach ist im alten Bezirksrabbinat untergebracht.

Das Rabbinatsmuseum in Braunsbach, einer Gemeinde im Landkreis Schwäbisch Hall in Baden-Württemberg, wurde am 13. April 2008 im alten Rabbinat eröffnet. 
Das Museum mit der Adresse Im Rabbinat zeigt die Geschichte der jüdischen Gemeinde Braunsbach als integralen Bestandteil der Heimatgeschichte. Es informiert über die Beziehungen von Juden und Christen von circa 1600 bis 1942. Daneben werden Grundzüge der jüdischen Religion vorgestellt. Mittels moderner Medien kommen Zeitzeugen zu Wort, die ihre Erlebnisse und Schicksale erzählen. 